# Andrej Pivovarov
Andrej Sergejevič Pivovarov (* 23. září 1981, Leningrad) je ruský opoziční politik a podnikatel. V roce 2022 ho ruský soud odsoudil ke čtyřem rokům vězení za řízení organizace Otevřené Rusko. 
Dne 1. srpna 2024 byl v rámci výměny vězňů mezi Ruskem a Západem propuštěn z vězení. 

## Život
Narodil se v rodině vědeckého pracovníka Sergeje Pivovarova a jeho ženy Raisy Tyuriny. V roce 2003 zakončil studia na Ekonomické fakultě Petrohradské státní univerzity v oboru Matematické metody v ekonomii. Působil ve zpravodajské agentuře Panorama současné politiky. Vedl síť obchodů s oblečením Tři slunce, byl spolumajitelem a generálním ředitelem pivovarnické společnosti Mart a otevřel první ruský opoziční bar Svoboda. Jeho manželkou je Julia Lebeděvová. Mají syna Maxima.

## Politická kariéra
V letech 2003–2006 byl členem Svazu pravicových sil. V letech 2007–2011 vedl petrohradskou pobočku Ruského národně-demokratického svazu mládeže. Roku 2008 byl vedoucím volebního štábu prezidentského kandidáta Michajla Kasjanova v Petrohradě. V roce 2011 byl Pivovarov zvolen předsedou petrohradské pobočky strany Lidová svoboda.
Od 22. října 2012 do 19. října 2013 byl členem Koordinační rady ruské opozice. V roce 2014 kandidoval ve volbách do zastupitelstva městského obvodu Морские ворота, ale k vítězství mu chybělo 7 hlasů.
Ve volbách do Kostromské oblastní dumy v roce 2015 vedl volební štáb politické strany Strana lidové svobody (PARNAS). Pivovarov byl zadržen na policejní stanici v Kostromě, když ověřoval v úřední databázi podpisy shromážděné na podporu kandidátní listiny ParNaS. 27. července byl vzat do vazby na základě obvinění z neoprávněného přístupu do uzavřené informační databáze policejního útvaru a z podněcování policisty k překročení pravomocí. 25. září 2015 soud rozhodl o jeho propuštění na kauci 1 milion rublů. Sdružením Memorial byl prohlášen za politického vězně. V červnu 2016 ho Leninský okresní soud v Kostromě uznal vinným z podplácení (článek 291 trestního zákoníku) a neoprávněného přístupu k počítačovým informacím (článek 272 odst. 3 trestního zákoníku) a odsoudil ho k pokutě 1,5 milionu rublů a zákazu výkonu státních a obecních funkcí na 18 měsíců.
V roce 2016 Pivovarov kandidoval do petrohradského zákonodárného sboru a vedl celoměstskou část kandidátní listiny strany Parnas. V roce 2017 podpořil kampaň kandidáta Alexeje Navalného. Byl jedním z organizátorů protestů na podporu "stávky voličů" v Petrohradě 28. ledna 2018. Dne 27. února 2018 byl zadržen před vchodovými dveřmi svého domu policisty z centra E. Následující den ho soud odsoudil k 25 dnům správního zadržení za opakované porušení pravidel pro pořádání shromáždění. Dne 24. března 2018 podal stížnost k ruskému Ústavnímu soudu proti "kvazi-trestní" části 8 článku 20.2 CAO, která umožňuje zatýkání účastníků nekoordinovaných pokojných shromáždění. Ústavní soud Ruské federace se Pivovarovovou stížností odmítl zabývat rozhodnutím ze dne 14. května 2018.
Dne 25. března 2018 byl Pivovarov zvolen předsedou nevládní organizace Otevřené Rusko. V roce 2019 se po reorganizaci organizace Otevřené Rusko stal jejím výkonným ředitelem. Dne 27. května 2021 Otevřené Rusko oznámilo, že zcela ukončí svou činnost kvůli plánům na zpřísnění legislativy týkající se "nežádoucích organizací" a stíhání aktivistů.
V březnu 2021 ruská policie rozpustila v Moskvě setkání představitelů místní opozice a zadržela všechny jeho účastníky. Z místa o tom informovala televize Dožď. Na dvoudenní fórum organizované projektem Sjednocení demokraté přijelo kolem 150 lidí z celé země. Videa zadržených, mezi nimiž jsou i opoziční politici Vladimir Kara-Murza a výkonný ředitel organizace Otevřené Rusko Andrej Pivovarov, odvážených v policejních autech, zveřejnili Sjednocení demokraté na sociální síti Telegram. V souvislosti s moskevským sjezdem městských poslanců, který podle policie organizovali koordinátoři občanského hnutí Otevřené Rusko, jehož činnost je v Rusku považována za nežádoucí, byl sepsán protokol proti Andreji Pivovarovovi podle článku 20.33 správního zákoníku (provozování činnosti nežádoucí organizace). V dubnu 2021 bylo proti Pivovarovovi zahájeno správní řízení podle stejného článku za údajné "jednání jménem zahraniční nevládní organizace Otevřené Rusko" při dodávce osobních ochranných prostředků na stanici záchranné služby v Petrodvorcovské čtvrti Petrohradu v roce 2020.

## Odsouzení a propuštění
V květnu 2021 se ruští opoziční městští zastupitelé a demokratičtí aktivisté sešli v Bělehradě. Jak se později ukázalo, jejich setkání nahrávala srbská Bezpečnostní zpravodajská agentura a srbský ministr vnitra Aleksandar Vulin letěl o týden později do Moskvy, aby předal přepisy Nikolaji Patruševovi, tajemníkovi ruské bezpečnostní rady a klíčovému Putinovu spolupracovníkovi. Dne 29. května 2021 bylo proti Pivovarovovi zahájeno trestní řízení podle článku 284 trestního zákoníku (provozování činnosti nežádoucí organizace).
Dne 31. května 2021 byl Andrej Pivovarov vyveden z letu Petrohrad-Varšava a zadržen na letišti Pulkovo poté, co prošel pasovou kontrolou. Základem obvinění bylo to, že 12. srpna 2020 v Krasnodaru zveřejnil na Facebooku informační článek o sbírce "Jednotní demokraté". Po celonoční domovní prohlídce v přítomnosti jeho ženy a čtyřletého syna byl Pivovarov eskortován do 2000 km vzdáleného Krasnodaru.
Dne 3. července 2021 se Pivovarov prostřednictvím svých právníků a Taťány Usmanové z vyšetřovací vazby obrátil na Grigorije Javlinského s žádostí, aby ho nominoval na kandidáta do ruské Státní dumy za stranu Jabloko. Ve stejný den jeho kandidaturu podpořil většinou hlasů delegátů předvolební sjezd strany. Andrej Pivovarov byl nominován na kandidátní listině do Státní dumy v Krasnodaru. Pivovarovův tým začal shromažďovat nominační dokumenty, ale správa vazební věznice, kde byl Pivovarov držen, nevydala kopie jeho pasu, který je nutný pro registraci kandidáta. Dne 8. července se týmu podařilo shromáždit všechny potřebné dokumenty. Kandidátní listina strany Jabloko, na které byl Pivovarov, byla zaregistrována Centrální volební komisí Ruské federace 5. srpna 2021.
Dne 11. října 2021 byla na Pivovarova podána konečná obžaloba - podle stejného článku 284 - provádění činnosti nežádoucí organizace, za které mu hrozilo 2 až 6 let vězení. Pivovarov čelil obvinění, že nenechal zanést do registru zahraničních agentů údaje o organizaci Otevřený Petrohrad, kterou založil v roce 2017. K obvinění bylo přidáno třicet jeho příspěvků a jeden repost na Facebooku, které se mimo jiné týkaly protestů v Chabarovsku, odporu proti změnám ústavy a podpory zadržených na shromážděních.
K propuštění opozičního politika vyzvala Amnesty International.
Dne 15. července 2022 ho ruský soud odsoudil ke čtyřem rokům vězení za řízení organizace Otevřené Rusko, kterou považuje Rusko za nežádoucí.
Dne 1. srpna 2024 byl Pivovarov v rámci výměny vězňů mezi Ruskem a Západem propuštěn z vězení. S dalšími 12 propuštěnými, mezi nimiž byli také opozičníci Vladimir Kara-Murza a Ilja Jašin, předseda výboru střediska pro lidská práva Memorial Oleg Orlov nebo několik spolupracovníků někdejšího opozičního předáka Alexeje Navalného, odletěl do Německa, kde je přivítal kancléř Olaf Scholz.